# Stanford Stadium
Stanford Stadium – stadion sportowy położony w amerykańskim mieście Stanford w stanie Kalifornia. Stadion został zbudowany w 1921 roku, maksymalna pojemność wynosi obecnie 50 000 widzów. Na tym obiekcie rozegrano kilka meczów Mistrzostw Świata w Piłce Nożnej 1994, Mistrzostw Świata w Piłce Nożnej Kobiet 1999 oraz Letnich Igrzysk Olimpijskich w 1984 roku. 

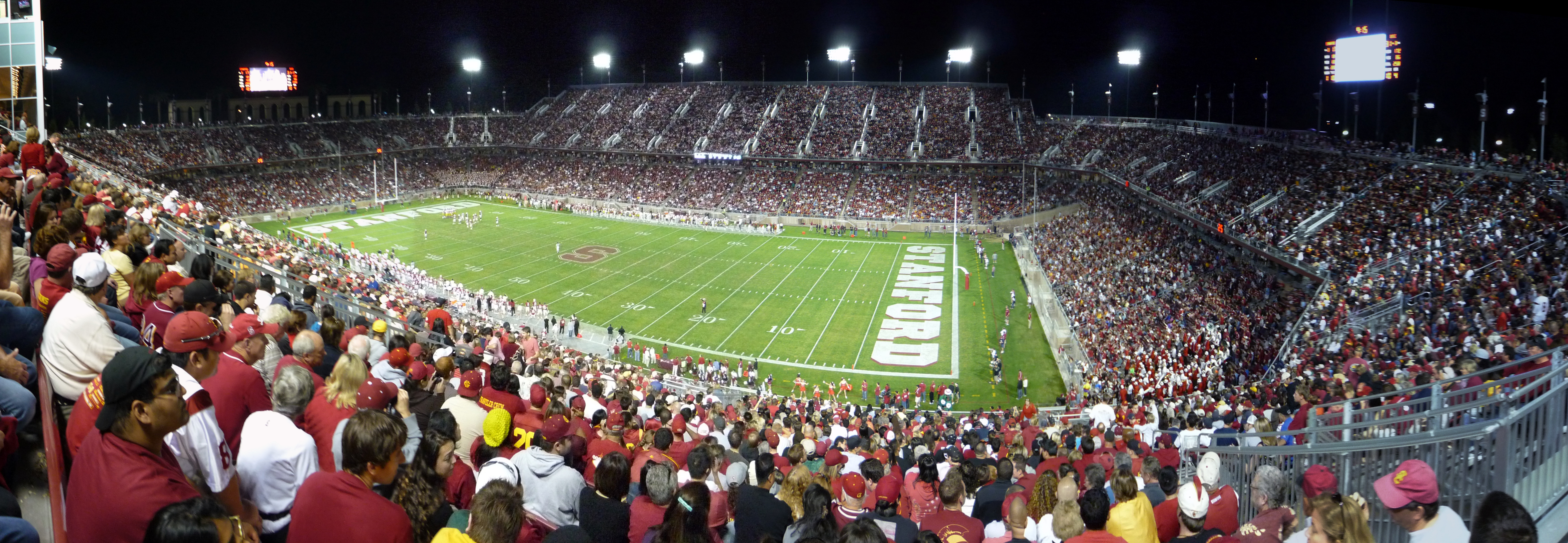